# KkStB 151
| ÖNWB Ve 193 „Hans Gasser“ |          |          |          |         |         |
| Technische Daten          |          |          |          |         |         |
| Bauart                    | Cn2      | Cn2      | Cn2      |         |         |
|                           | 1871     | 1886     | 1891     |         |         |
| Zylinder-Ø                | 435 mm   | 435 mm   | 435 mm   |         |         |
| Kolbenhub                 | 632 mm   | 632 mm   | 632 mm   |         |         |
| Treibrad-Ø                | 1185 mm  | 1185 mm  | 1185 mm  |         |         |
| Laufrad-Ø vorne           | –        | –        | –        |         |         |
| Laufrad-Ø hinten          | –        | –        | –        |         |         |
| fester Radstand           | 3300 mm  | 3300 mm  | 3300 mm  |         |         |
| Gesamtradstand            | 3300 mm  | 3300 mm  | 3300 mm  |         |         |
| Gesamtradstand + Tender   | 10334 mm | 10334 mm | 10440 mm |         |         |
| Heizfl. d. Rohre          | 129,3 m² | 129,3 m² | 126,6 m² |         |         |
| Heizfl. d. Feuerbüchse    | 7,7 m²   | 8,3 m²   | 8,3 m²   |         |         |
| Rostfl.                   | 1,70 m²  | 1,70 m²  | 1,71 m²  |         |         |
| Dampfdruck                | 8,0      | 8,5      | 10,0     |         |         |
| Tender                    | 23       | 23       | 23       |         |         |
| Gewicht (leer)            | 30,25 t  | 30,25 t  | 30,25 t  |         |         |
| Adhäsionsgewicht          | 34,10 t  | 34,10 t  | 34,10 t  |         |         |
| Dienstgewicht             | 34,10 t  | 34,10 t  | 34,10 t  |         |         |
| Dienstgewicht + Tender    | 59,90 t  | 61,60 t  | 61,10 t  |         |         |
| Wasser                    | 7,5 m³   | 7,5 m³   | 7,5 m³   |         |         |
| Kohle                     | 8,3 m³   | 8,0 m³   | 8,0 m³   |         |         |
| Länge                     | 8,270 m  | 8,270 m  | 8,066 m  |         |         |
| Länge + Tender            | 14,439 m | 14,452 m | 14,521 m |         |         |
| Höhe                      | 4,465 m  | 4,465 m  | 4,465 m  |         |         |
| Vmax                      | 45 km/h  | 45 km/h  | 45 km/h  | 45 km/h | 45 km/h |

Die Dampflokomotivreihe kkStB 151 waren Güterzug-Schlepptenderlokomotiven der kkStB, die ursprünglich von der ÖNWB stammten.
Nach dem Vorbild der Reihe ÖNWB Va beschaffte die ÖNWB 58 Stück Maschinen der Bauart C.
Sie hatten Außenrahmen, Aufsteckkurbeln und innenliegende Allansteuerung.
Die Dimensionen sind ähnlich der Reihe KFNB Vd.
Die ÖNWB reihte sie – wie bei ihr üblich – entsprechend der Lieferfirma als Vb (Strousberg, Hannover), Vc (Schwartzkopff, Berlin), Vd und Ve (Lokomotivfabrik Floridsdorf, Wien) ein.
Die Lokomotiven wurden 1871 und 1872 geliefert.
Die ÖNWB Vd No. 70 „HUMBOLDT“ war die erste in der Floridsdorfer Lokomotivfabrik produzierte Lokomotive.
Im Zuge der Verstaatlichung bekamen die Maschinen dieser Reihen bei der kkStB die Reihenummer 151.
Nach dem Ersten Weltkrieg kamen die verbliebenen Lokomotiven zur ČSD, die sie als Reihe 312.2 einordnete und bis 1949 ausschied oder ab 1939 an die MÁV übergab, die sie als Reihe 351 bezeichnete.